# Pholidoptera dalmatica
Pholidoptera dalmatica är en insektsart som först beskrevs av Krauss 1879.  Pholidoptera dalmatica ingår i släktet Pholidoptera och familjen vårtbitare.

## Underarter
Arten delas in i följande underarter:
- P. d. brachynota
- P. d. cvrstnicensis
- P. d. dalmatica
- P. d. maritima